# Job Throckmorton
Pour les articles homonymes, voir Throckmorton.
Job Throckmorton (Throkmorton) (° 1545 – † 1601) était un pamphlétaire religieux et membre du Parlement anglais.
Il fut très probablement, avec John Penry et John Udall, le véritable auteur des satires anticléricales signées sous le pseudonyme de Martin Marprelate; le consensus actuel le voit comme le principal auteur de ces textes .

## Biographie
Il était de la gentilhommerie du Warwickshire et résidait à Haseley. Fils d'un propriétaire terrien et membre du Parlement, Clement Throckmorton, et neveu de l'influent diplomate Nicholas Throckmorton, il est le cousin germain du conspirateur catholique Francis Throckmorton, exécuté en 1584. 
Élevé au Queen's College d'Oxford et diplômé en 1566 - , il est élu membre du Parlement anglais pour Warwick en 1572 et en 1586 - 
En 1587 Throckmorton et Edward Dunn Lee présentèrent au Parlement une pétition de John Penry, sur les prêches au Pays de Galles. Cela causa l'arrestation de Penry et sa condamnation signée notamment par John Whitgift .